# Clayton (Missouri)
Clayton és una població dels Estats Units a l'estat de Missouri. Segons el cens del 2006 tenia 16.061 habitants.

## Demografia
Segons el cens del 2000, Clayton tenia 12.825 habitants, 5.370 habitatges, i 2.797 famílies. La densitat de població era de 1.996,7 habitants per km².
Dels 5.370 habitatges en un 25,9% hi vivien nens de menys de 18 anys, en un 43,4% hi vivien parelles casades, en un 6,7% dones solteres, i en un 47,9% no eren unitats familiars. En el 40,4% dels habitatges hi vivien persones soles l'11,8% de les quals corresponia a persones de 65 anys o més que vivien soles. El nombre mitjà de persones vivint en cada habitatge era de 2,09 i el nombre mitjà de persones que vivien en cada família era de 2,9.
Per edats la població es repartia de la següent manera: un 20,1% tenia menys de 18 anys, un 10,7% entre 18 i 24, un 32,3% entre 25 i 44, un 22,6% de 45 a 60 i un 14,3% 65 anys o més.
L'edat mediana era de 37 anys. Per cada 100 dones de 18 o més anys hi havia 98 homes.
La renda mediana per habitatge era de 64.184 $ i la renda mediana per família de 107.346 $. Els homes tenien una renda mediana de 64.737 $ mentre que les dones 42.757 $. La renda per capita de la població era de 48.055 $. Entorn del 5% de les famílies i el 7,7% de la població estaven per davall del llindar de pobresa.

## Poblacions més properes
El següent diagrama mostra les poblacions més properes.